# Mark Roe
Mark Roe (* 20. Februar 1963) ist ein englischer Profigolfer. 
Während der Schulzeit war er ein ausgezeichneter Turmspringer, und als Roe sein perforiertes Trommelfell auskurierte, begann er mit dem Golfspiel.
Er wurde 1981 Berufsgolfer und kam 1985 zur European Tour. Es gelangen ihm drei Turniersiege und als bestes Ranking ein neunter Platz in der Geldrangliste 1994. Nach einer schweren Fingerverletzung im Juli 1999 musste er bis zum Beginn der Saison 2001 aussetzen, hat aber bis 2006 seine Mitgliedschaft bei der großen europäischen Tour behaupten können. Anfang Oktober 2006 zog er sich freiwillig vom Vollzeit-Turniergeschehen zurück.
Roe spielte für England einmal im Dunhill Cup und dreimal im World Cup.
Er ist seit 1998 mit seiner Frau Julia verheiratet, die ihm 2000 ein Zwillingspärchen (Alexandra und Emily) gebar. Die Familie wohnt in Great Bookham, Surrey.

## European Tour Siege
- 1989 Massimo Dutti Catalan Open
- 1992 Lancome Trophy
- 1993 Open de France

## Teilnahmen an Teambewerben
- Alfred Dunhill Cup: 1994
- World Cup: 1989, 1994, 1995